# 保罗·伦纳
保罗·伦纳（全名：Paul Friedrich August Renner，1878年8月9日—1956年4月25日）是一名德国字体设计师、图像设计师和作家，他尤其以设计了Futura字型著称。

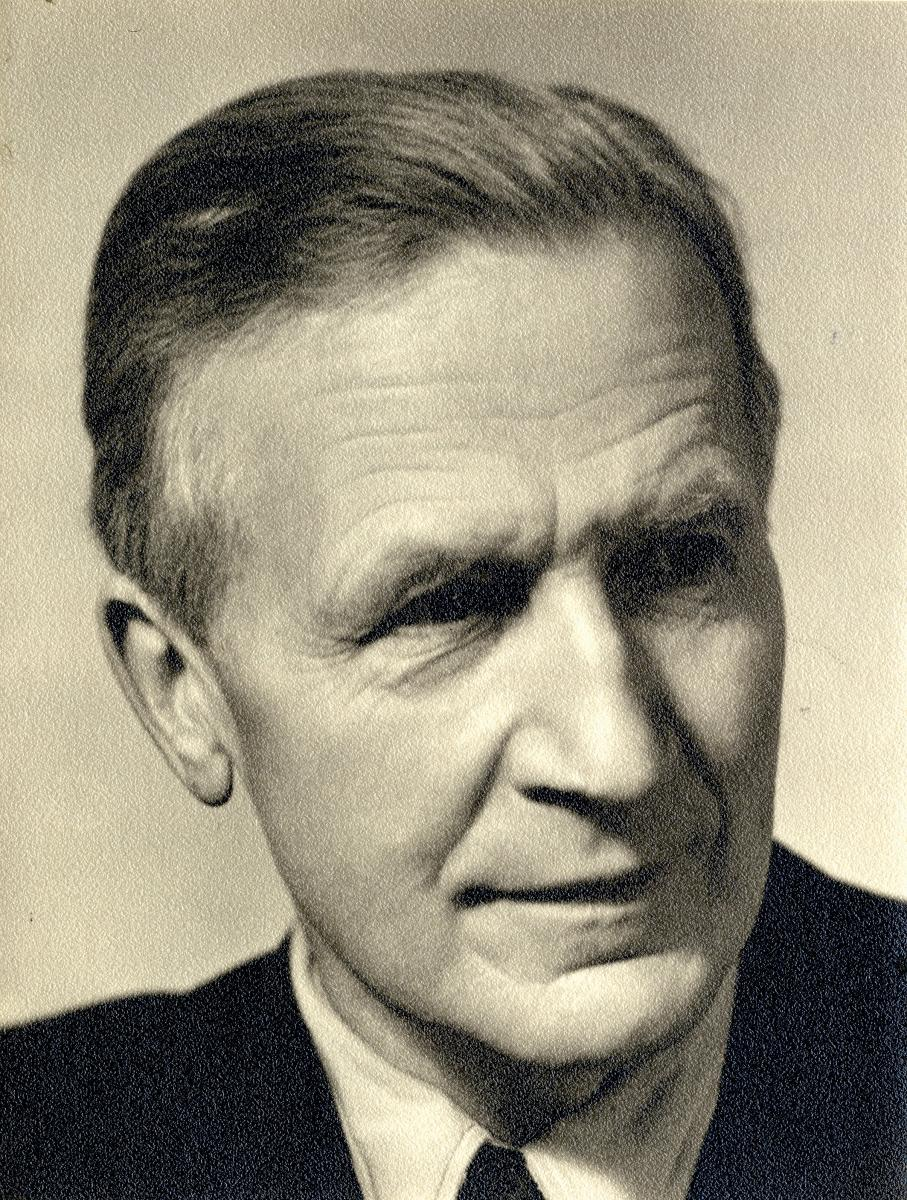
保罗·伦纳，约1927年

## 生平
保罗·伦纳出生于韦尼格罗德。他在柏林、慕尼黑和卡尔斯鲁厄的艺术学院学习绘画。从1907年开始他于慕尼黑的出版商乔治·穆勒合作，才开始研究字体设计。他与埃米尔·普瑞托瑞斯一起于1911年创办了慕尼黑插图和书业学校。
1910年保罗·伦纳受邀加入德意志工藝聯盟。从1925年到1926年他在法兰克福艺术学校教授广告图像和字体排印学，同时他为法兰克福的设计院从事。1927年他受聘去慕尼黑领导德国书籍印刷大师学校。
德国书籍印刷大师学校后来成为1971年成立的慕尼黑应用技术大学的前身。伦纳在慕尼黑期间依然经常回到法兰克福讲学和参加活动。在巴伐利亞國立圖書館里依然保存着许多来自伦纳的遗产中留下的他过去的学生给他写的信，感谢和赞颂他在法兰克福和慕尼黑的培养。

### 字体设计

原型字体

保罗·伦纳的Futura

1920年代里字体设计获得了很大的进展，当时产生了一些几何式的字型，其中一种就是无衬线体Futura。在此后的数十年里不同的铸字工匠从中引申出各种不同的字型，有的非常瘦长，有的则异常宽，但是所有这些变形都不及保罗·伦纳的原型Futura那样知名和普及。保罗·伦纳于1928年在经过多年准备后正式推出他的Futura，其名称来自拉丁语的“未来”。这个字型的风格采于古代的字型，并符合包豪斯的新字型风格。
保罗·伦纳在开发Futura的时候受到鲍尔铸字厂的资助。

### 书籍和遗产
1922年伦纳发表了他最大的理论著作《字型的艺术》。1930年他发表了《机械化的图型》。1939年他发表了他最重要的书《字型艺术》，同年他发表了《颜色的规则和和谐：给艺术家和手工艺者的颜色理论》.1947年他发表了《现代书籍》。他最后的著作是《表达的秘密》。1952年他发表了他最后的一个字型Steile Futura。他的作品被不断重新印刷，至今还在教学中被应用。1937年他做了一次画展。从2017年开始他的遗产被纳入巴伐利亞國立圖書館，其中包括许多书信、签名的书籍、绘画、图像、演讲稿和他的作品的准备工作。

### 抵抗纳粹
1926年11月30日保罗·伦纳继托马斯·曼和亨利希·曼在慕尼黑音乐厅发表演讲《为慕尼黑成为文化首都而战》。在这个活动过程中多名作家表示反对纳粹文化政策。1932年末保罗·伦纳在一个苏黎世的出版社发表了一份题为《文化布尔什维克？》的反对纳粹的文章，当时在德国已经没有出版社敢出版这样的作品了。纳粹的机关报《人民观察家报》对这篇文章进行了强烈攻击。1933年4月保罗·伦纳被纳粹逮捕，他的教师职务被解雇。他移民到瑞士，在于伯林根绘画隐居。最后在那里逝世。

### 荣誉
2011年3月24日韦尼格罗德市议会决定以保罗·伦纳命名一条街。

## 著作
- Typographie als Kunst. München 1922.
- Mechanisierte Grafik. Schrift, Typo, Foto, Film, Farbe. Berlin 1930.
- Kulturbolschewismus? Zürich 1932. (als Nachdruck: Stroemfeld-Verlag 2003, ISBN 3-87877-829-5)
- Die Kunst der Typographie. Berlin 1939. (als Nachdruck: Augsburg 2003, ISBN 3-87512-414-6)
- Das moderne Buch. Lindau 1946.
- Ordnung und Harmonie der Farben. Eine Farbenlehre für Künstler und Handwerker. Ravensburg 1947.
- Vom Hand- und Verleger-Einband. Lindau 1948
- Vom Geheimnis der Darstellung. Frankfurt 1955.
- Der Künstler in der mechanisierten Welt. München 1977

## 文献和书籍
- Philipp Luidl (Hrsg.): Paul Renner: eine Jahresgabe der Typographischen Gesellschaft München. München 1978
- Christopher Burke: Paul Renner: the art of typography. Hyphen Press, London 1998.
- Paul Renner 9. August 1878 – 25. April 1956: dem Schöpfer der Futura zum 125. Geburtstag. Wernigerode 2003
- Waldemar Fromm / Laura Mokrohs (Hgg.): Der Schöpfer der Futura. Der Buchgestalter, Typograf und Maler Paul Renner, München: Volk 2019, ISBN 978-3-86222-310-7.